# Wiesnwirt

Der Wiesnwirt Hans Steyrer gilt als Erfinder des Einmarsches der Wiesnwirte.

Als Wiesnwirt (auch in der Schreibweise Wiesn-Wirt) werden die Betreiber (Gastwirte) der Festzelte auf dem Oktoberfest in München bezeichnet. Im Jahr 2022 gab es 14 „große“ und 21 „kleine“ Wiesnwirte. Die Einteilung richtet sich nach der Größe der betriebenen Zelte. Die Wirte der 14 großen Zelte sind in der informellen Vereinigung der Wiesnwirte zusammengeschlossen. Die Vereinigung wird von einem Sprecher (seit Ende 2017 Peter Inselkammer) vertreten und stellt jährlich den Krug der Wiesnwirte (auch: Steinkrug der Festwirte) vor. Die Wirte der 21 kleinen Wiesnzelte sind in der Vereinigung der kleinen Wiesnwirte organisiert.
Die Lizenzen, ein Bierzelt beim Oktoberfest betreiben zu dürfen, sind begehrt. Der Gewinn, der dabei realisiert werden kann, ist beträchtlich; bei dem Steuerprozess im Jahr 2014 um den vormaligen Hippodrom-Chef, Sepp Krätz, wurde bekannt, dass die großen Wiesnwirte während des Oktoberfestes über eine Million Euro verdienen.

## Geschichte

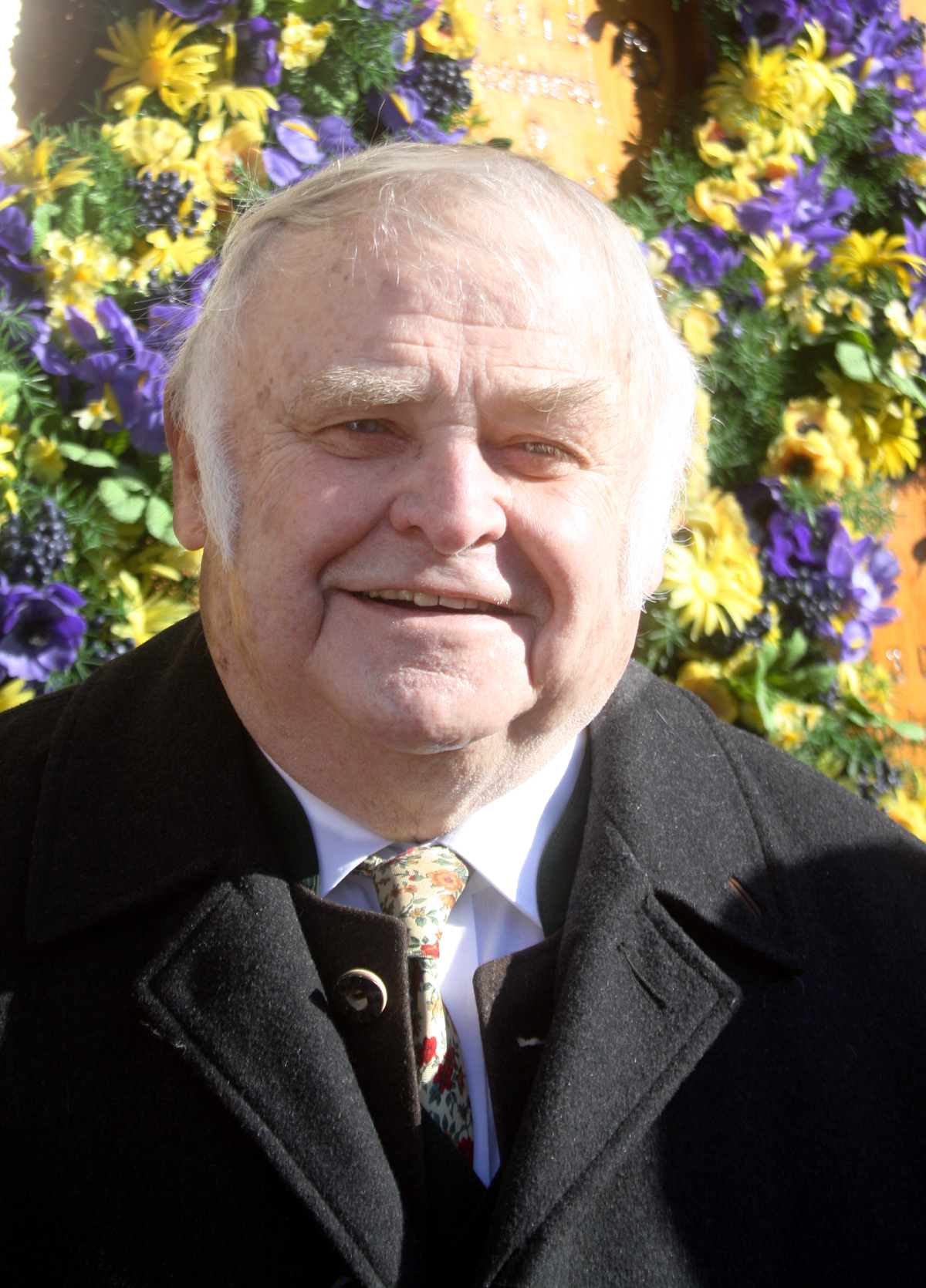
Richard Süßmeier, langjähriger Sprecher der Wiesnwirte

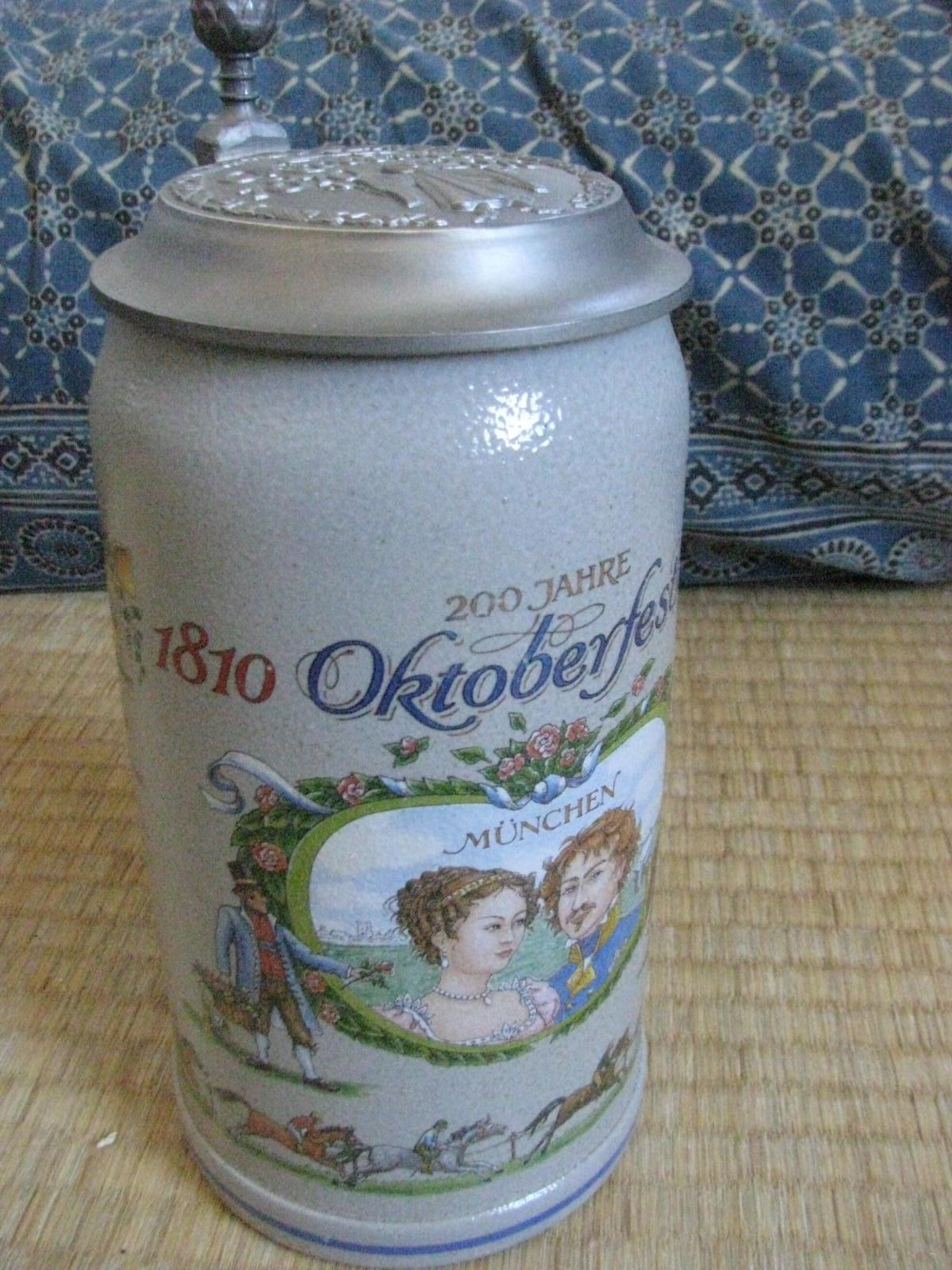
Der von den Wiesnwirten jährlich präsentierte Wiesnkrug, hier der Jubiläumskrug des Jahres 2010 – der bislang einzige Wirtekrug mit Deckel

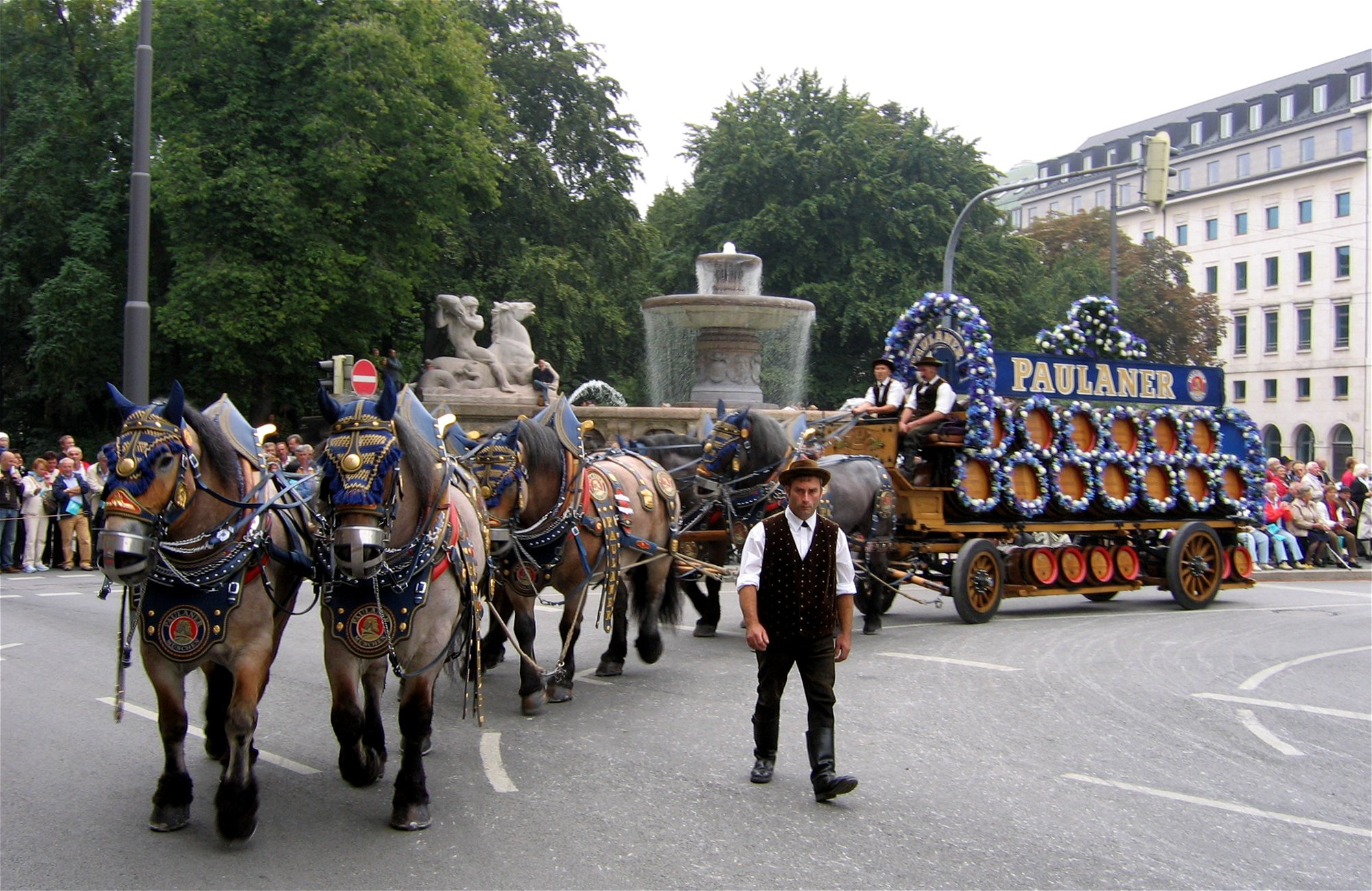
Einzug der Wiesnwirte am Eröffnungstag des Oktoberfestes

Auch wenn der Bierverkauf auf dem Oktoberfest offiziell erst ab 1880 erlaubt war, gab es schon vorher Bretterbuden, in denen Bier ausgeschenkt wurde. Anton Gruber (1783–1843), seit 1810 Betreiber der Gaststätte „Zum Prater“ auf einer Isarinsel, unterhielt bereits ab 1818 auf der Anhöhe über der Theresienwiese eine Bierbude und betrieb Vergnügungsgeschäfte wie ein Karussell oder Schaukeln. Michael Schottenhamel (1838–1912) gehörte zu den Ersten, die auf dem Oktoberfest Restaurants betrieben, so errichtete er 1867 erstmals ein Holzgebäude mit Plätzen für 50 Gäste, in denen er Speisen servierte und ein Unterhaltungsprogramm anbot. Er war es auch, der 1886 das erste Leinwandzelt auf der Theresienwiese errichten ließ. 1896 präsentierte er eine sogenannte „Bierburg“ (große Festhalle), die von dem Architekten Gabriel von Seidl entworfen worden war. Noch heute stellt die Familie Schottenhamel Wiesnwirte, womit sie auf die längste Wirte-Tradition auf dem Oktoberfest zurückblickt. Hans Steyrer, ebenfalls Wirt auf dem Oktoberfest, gilt als Initiator des heute beliebten Einzugs der Wiesnwirte am Eröffnungstag. Sein von der Polizei abgebrochener Versuch, 1879 mit festlich geschmückten Pferdewagen auf die Theresienwiese zu ziehen, gilt als Vorläufer des heutigen, feierlichen Einmarsches, der ab 1887 stattfindet. Georg Lang (1866–1904), ein Wirt aus Nürnberg, der ab 1898 mit einem Festzelt auf der Theresienwiese vertreten war, machte auf der Wiesn das Lied „Ein Prosit der Gemütlichkeit“ (Eins, Zwei, Drei – Gsuffa!) des Chemnitzer Komponisten Bernhard Dietrich (1840–1902) populär.
Bekannte Wiesnwirte sind oder waren Ludwig „Wiggerl“ Hagn, Willy Heide, Gerd Käfer, Michael Käfer, Richard Süßmeier, Karl-Heinz Wildmoser und Xaver Heilmannseder.

## Lizenzvergabe
Die Lizenzen werden vom Referat für Arbeit und Wirtschaft der Stadtverwaltung vergeben, das die entsprechende Entscheidung eines als „Wiesn-Ausschuss“ bezeichneten Wirtschaftsausschusses des Stadtrates umsetzt. Dazu hat der zuständige Referent (als „Wiesn-Referent“ bezeichnet), bis 2012 Dieter Reiter, dem Ausschuss Vorschläge zu machen. Dabei werden die Vorschläge für die Betreiber der den Brauereien (Schörghuber Unternehmensgruppe: Paulaner-, Hacker- und Pschorrbräu, die ebenfalls fusionierten Löwen- und Spatenbrauereien sowie Augustiner-Bräu und das Staatliches Hofbräuhaus) gehörenden Festzelte von den Brauereien selbst bestimmt. Das Vorschlagsrecht bei den Zelten der Armbrustschützengilde (Armbrustschützenzelt) und des Schützenverbandes (Schützen-Festhalle) liegt bei den beiden Vereinen. Für die Kandidaten (und deren Konzepte) der von der Stadt vorzuschlagenden Lizenznehmer gelten 13 Kriterien, in denen bis zu 11 Punkte vergeben werden, die in der Endkalkulation unterschiedlich gewichtet werden: Bisherige Vertragserfüllung bzw. Beanstandungen, Volksfesterfahrung im Allgemeinen und auf dem Oktoberfest im Speziellen, Sachkenntnis und Ortsansässigkeit des Wirtes sowie Konzept, technischer Standard, Anziehungskraft und ökologische Aspekte des Konzeptes.
Kritiker des Anforderungskataloges und der Vergabepraxis verweisen auf eine Zementierung der Dominanz der bisherigen Lizenzinhaber. Das Vergabeverfahren mache es anderen Wirten unmöglich, bei der Vergabe berücksichtigt zu werden. Ein Wechsel des Wirtes bzw. seiner Familie findet entsprechend nur selten statt. Bei der Vergabe der Lizenz des bisherigen Hippodroms kam es im Jahr 2014 zu einer öffentlichen Diskussion über das Vergabeverfahren. Als Folge soll zukünftig eine Innenrevision stichprobenartig untersuchen, ob die Bewerbungen richtig beurteilt wurden. Die Untersuchung schließt auch eine Kontrolle durch den Anti-Korruptionsbeauftragten der Stadt mit ein.

## Verschiedenes
- Der frühere Münchner Oberbürgermeister Christian Ude äußerte einmal scherzhaft, dass es ein Amt gebe, welches wichtiger als sein eigenes sei – das des Wiesnwirts.[8]
- Die Tatort-Episode A gmahde Wiesn (2007) des Bayerischen Rundfunks handelt von einem Intrigenspiel um die Vergabe der Platzrechte an die Schausteller und Wirte des Oktoberfests.